# Esat Toptani
Esat Toptani vagy Esad Toptani pasa (ɛsat tɔptani; Tiran, 1863. június 13. – Párizs, 1920. június 13.) albán földbirtokos, politikus, oszmán csendőrtiszt. Az albán történelem szinte egyöntetűen negatív megítélésű alakja, akivel kapcsolatban gyakorta felmerül a politikai elvtelenség és kalandorság, a gátlástalan hatalomvágy, az albán nemzet elárulásának vádja.
Közép-albániai nagybirtokoscsalád sarjaként 1893 után az Oszmán Birodalom szolgálatában futott be csendőrtiszti karriert. 1908-ban csatlakozott az ifjútörök mozgalomhoz, rövid ideig a konstantinápolyi alsóház képviselője is volt. 1912 októberétől alakulatával az első Balkán-háborúban Montenegró és Szerbia hadseregei által ostromlott Shkodra városát védte. 1913 januárjában megölette a város katonai védelmét irányító Haszan Rizát, és a helyére lépve titkos tárgyalásokat követően, szabad elvonulása és közép-albániai hatalmi ambícióinak támogatása fejében áprilisban átengedte a várost Montenegrónak. Ezt követően albán királynak proklamálta magát, de jobb belátásra térve 1913 júliusában az Ismail Qemali vezette első nemzeti kormány belügyminisztere lett. Egy hónappal később kilépett a vlorai kabinetből, és Durrësban ellenkormányt alapított, majd 1913 októberében kikiáltotta a Közép-albániai Köztársaságot, amelyet állam- és kormányfőként irányított. Ellenkormánya és a vlorai kabinet közötti viszálykodás 1913–1914 fordulójára fegyveres összecsapásokhoz vezetett, és csak az európai nagyhatalmakat képviselő Nemzetközi Ellenőrző Bizottsággal 1914 februárjában kötött egyezség után oszlatta fel köztársaságát és ellenkormányát.
1914 márciusától az Albán Fejedelemség trónját elfoglaló Vilmos fejedelem udvarának prominens alakja, a Turhan Përmeti vezette kabinet belügy- és hadügyminisztere volt. A vádak szerint kétkulacsos politikát folytatott, pozíciójával visszaélve felfegyverezte és a keresztény fejedelem ellen tüzelte Közép-Albánia muszlim lakosságát. Mesterkedéseit 1914 májusában leleplezték, letartóztatták és száműzték. A személyében az iszlám hit és az oszmán ügy megmentőjét látó felfegyverzett tömegek Toptani menesztésén felháborodva kirobbantották a közép-albániai felkelést, amely 1914 szeptemberére elsöpörte Vilmos fejedelem uralmát. Toptani ezt követően visszatért az országba, és 1914 októberében erőszakkal átvette a hatalmat (Toptani-kormány). Kikiáltotta magát Albánia állam- és kormányfőjének, de csakhamar korábbi oszmanista hívei felkelésével, a Krujai Szövetséggel kellett szembenéznie, akik az ország nagy részét elfoglalva az év végéig a fővárosba, Durrësba szorították vissza Toptanit. A szerb hadsereg 1915 júniusában leverte a Krujai Szövetséget, de idő már nem volt Toptani hatalmának konszolidálására. Az antanthatalmak balkáni katonai helyzete 1915 őszétől súlyosra fordult, 1916 januárjában az Osztrák–Magyar Monarchia megkezdte Albánia megszállását, és Toptani még a hónap végén elmenekült Albániából.
Párizsban megalakította az „emigráns albán kormányt”, és a francia kabinetnél lobbizott hatalma visszaszerzésének ügyében. Franciaország elismerte az albán nemzet képviselőjeként, és lehetővé tette számára, hogy 1916 augusztusától Szalonikiben rendezze be kormánya székhelyét. Toptani ott várta, hogy az Armée d’Orient katonai hadműveleteinek függvényében albániai hatalmát restaurálhassa. Erre azonban nem került sor, a francia hadvezetés teljesen mellőzte a személyét. A csalódott Toptani ezt követően sikertelenül lobbizott az Egyesült Királyság kormányánál, majd dolgavégezetlen Párizsban rendezte be fényűző életét. Az első világháborút követően feleszmélő albán államiság nemzetgyűléseit és kormányait hevesen támadta, Sylejman Delvina 1920 elején megalakult kabinetje ellen pedig fegyveres lázadást szított, amit a tiranai vezetés 1920 áprilisában sikeresen levert. 1920. június 13-án egy albán diák, Avni Rustemi Párizsban két pisztolylövéssel végzett Toptanival, és bár a bíróság bűnösnek találta a vádlottat, 1 frank megfizetésére ítélte, majd szabadon engedte.

## Neve
Ő maga Essad Toptani alakban írta a nevét, de az utókor modernizált albán helyesírással inkább az Esat Toptani vagy Esad Toptani, méltóságnevével kiegészítve Esat Pashë Toptani vagy Esad Pashë Toptani írásmódot részesíti előnyben. A közelebbi idők magyar történelmi szakirodalmában szintén az Esat Toptani és Esad Toptani alak mondható általánosnak, de előfordul Eszad Toptani, sőt Esszad Toptani alakban is. Nevét a korabeli angolszász publicisztikák jellemzően Essad Pasha, a magyar sajtóhírek pedig Esszad pasa vagy Esszád pasa alakban hozták.

## A Toptanik
A Toptani – vagy törökösen Topdan-zâde – család nagy múltra visszatekintő, illusztris és vagyonos, muszlim felekezetű közép-albániai földbirtokos família volt, akik a történetileg nem igazolható családi hagyomány szerint a középkori Albánia egyik főnemesi családjától, a Topiáktól származtatták magukat. Hagyományos családi központjuk a 18. század elejétől Kruja (oszmán nevén Akcsahiszar) volt. 1788-ban Mustafa Toptani, a család akkori feje az akkor még a jelentéktelenebb piachelyek közé tartozó Tiranára (Tiran) is rátette a kezét. Hatalmuk a feltörekvő városkában az 1820-as évekre szilárdult meg. A Toptanik az 1840-es években 15 ezer hektárnyi földterület fölött rendelkeztek, ami 1912-ig 13 500 hektárra olvadt, a későbbi években pedig Esat Toptani kezén mintegy 10 ezer hektárnyi birtok maradt Tirana, Durrës és Kruja vidékén.
A 19. századtól a család számos tisztviselőt, hivatalnokot adott az Oszmán Birodalomnak, de több tagja részt vett az albán függetlenségi törekvésekben is. Így például Seit Toptani (1823–1882), aki a konstantinápolyi albán körök prominens tagjaként vett részt a Prizreni Liga szervezésében, Abdi Toptani (1864–1942) – Esat Toptani unokatestvére –, aki fegyverrel harcolt népe szabadságáért, majd az ország függetlenségének 1912-es elnyerését követően fontos állami posztokat vállalt, vagy Murat Toptani (1867–1918) – egy másik unokatestvér –, aki nem csak a nemzeti függetlenségi mozgalomban tüntette ki magát, de az első elismert albán szobrászművész is lett. Mindemellett a Toptanik nagy hangsúlyt helyeztek az infrastruktúra és a kereskedelem, valamint városuk fejlesztésére is. Az 1837-ben elhunyt Abdurraman Toptani végrendelete alapján 1840-ben felújították a tiranai Öregmecsetet, fia, Amet Toptani kialakíttatta a városka közösségi imádkozásra is használt főterét, a Namasgjaját. Jótéteményeikből birtokaik lakossága is profitált, így a Toptanik a 19–20. századok fordulójára népszerű és tekintélyes családnak számítottak. A 18. század második felében épült tiranai Toptani-ház, ahogy Toptani 1818-ban elhunyt dédapja, Kapllan Toptani türbéje ma is az albán főváros kiemelkedő építészeti emlékei. A krujai várban található, 1764-ben épült konakjuk ma a város Néprajzi Múzeumának ad otthont.

## Életútja

### Születése és szűkebb családja
Esat Toptani ebben a közép-albániai muszlim nagybirtokos családban, Ali Toptani bég és felesége, Vasfije Alizoti fiúgyermekeként született Tiranában, akkori oszmán nevén Tiranban. Születésének időpontja körül némi bizonytalanság tapasztalható a forrásokban. A történeti munkák hosszú időn át 1863-ra tették születését, az albán történelem miniszterelnökeinek életrajzát tíz éven át kutató Roland Qafoku 2017-ben 1863. június 13-ában jelölte meg a pontos dátumot. Ilir Ikonomi Toptaniról írt, 2016-ban megjelent monográfiájában viszont Toptani születését egy évvel későbbre, 1864-re tette.
A Toptani fiúk sorában Esat csak a másodszülött volt. Bátyja, Gani Toptani később katonai pályára lépett, majd a konstantinápolyi palotaőrség tisztje lett, végül alezredesi rangban II. Abdul-Hamid szultán személyi testőrjeként szolgált. 1898. december 21-én, harminckilenc éves korában lőtte őt agyon Konstantinápoly perai részén egy bizonyos Hafiz pasa. Bár az oszmán udvart, sőt, a szultánt és legszűkebb körét sejtették a gyilkosság hátterében, a merénylet indokai és körülményei mindmáig tisztázatlanok. Egyes források és kortársi visszaemlékezések szerint Esat Toptani nem sokkal ezután beleegyezett abba, hogy bátyja egyik krujai embere, Haxhi Mustafa (vagy Xhiu i Fajës) albán szokások szerint vérrel bosszulja meg Gani Toptani halálát. Mustafa – Toptani költségén – Konstantinápolyba utazott, és 1899. október 7-én ugyancsak Perában agyonlőtte a nagyvezír, Halil Rifat Pasa fiát, Dzsavid béget. A bég és Gani Toptani között ugyanis még 1898 decemberében komoly összetűzés robbant ki, és a jelek szerint Mustafa Dzsavid béget tartotta gazdája gyilkosának. Esat másik fivére, Vehid Toptani maga is az oszmán sereg katonatisztje lett. 1913-ban, amikor Esat fivére Szkutari városát védte a montenegrói ostromlóktól, Vehid Janina várából nézett farkasszemet a görög hadsereggel.

### Csendőrtiszti pályafutása (1893–1908)

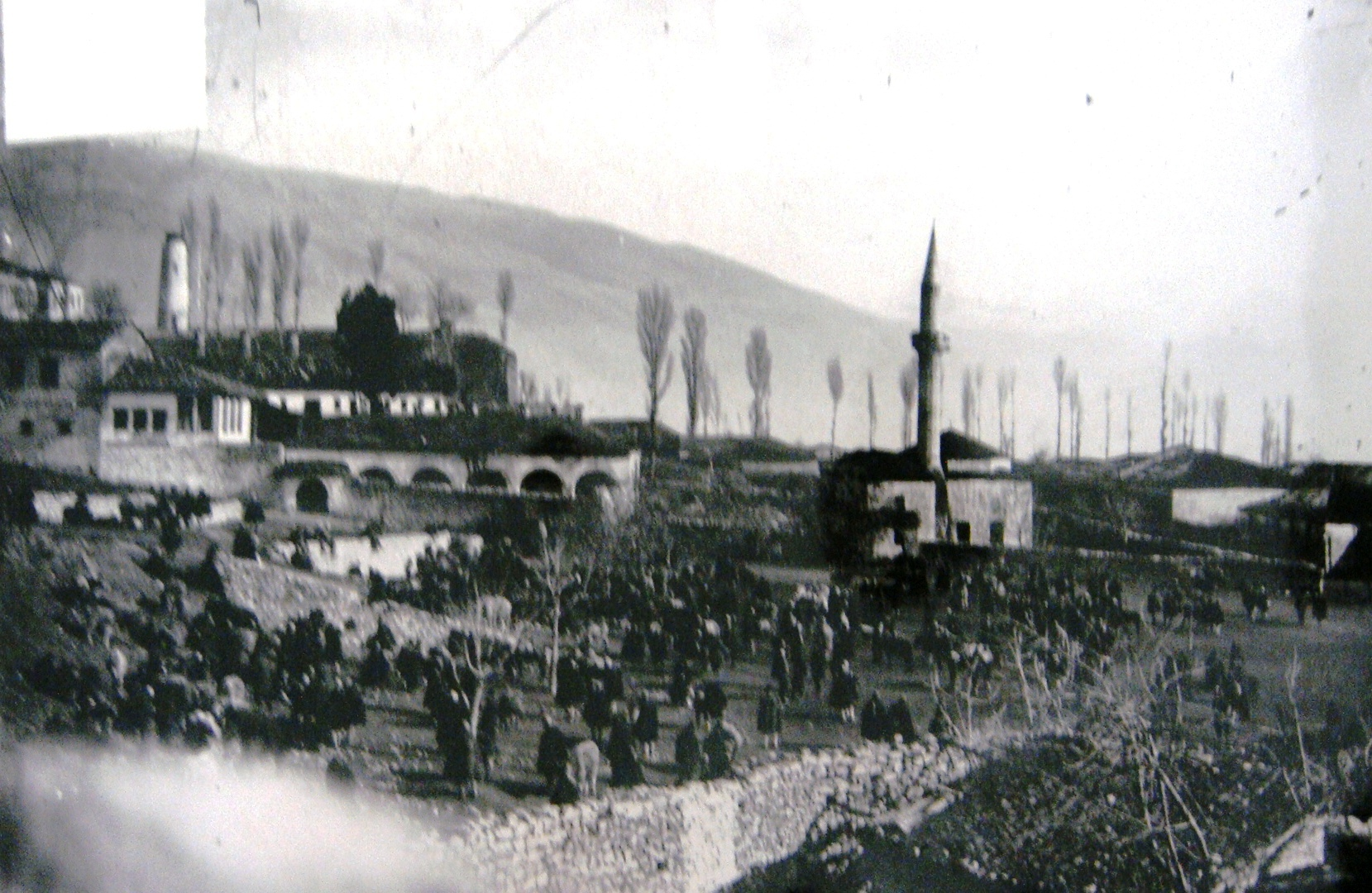
1898-as fénykép a janinai bazárról

A 2010-es évekig ismert életrajzok az 1908-as ifjútörök forradalomig, vagyis negyvenöt éves koráig meglehetősen kevés tényt ismertettek Toptani életéről. Általában megelégedtek annak közlésével, hogy Toptani a konstantinápolyi katonai akadémia elvégzését követően kezdte meg katonatiszti pályafutását az oszmán hadseregben, és a ranglétrán egészen a tábornoki rangig jutott. Valójában Toptani gyermekkorában magánúton, házi tanítók segítségével tanult, majd a családi birtok ügyeinek igazgatásában segédkezett. Az 1890-es évekre szülei meghaltak, így javarészt az ő feladata volt a 10 ezer hektáros közép-albániai családi birtok igazgatása. Ebből busás, évente mintegy 200 ezer frankos jövedelme származott (Ikonomi számítása szerint ez 2018-as értékben 1 millió amerikai dollárnak felel meg). A kor szokásainak megfelelően, ahogy más tehetős földbirtokos családok fejeit kinevezték magasabb hivatalokba vagy a hadseregbe, úgy 1893-ban Toptanit szultáni paranccsal megtették a janinai csendőrezred parancsnokának. Bár nem rendelkezett katonai tapasztalattal, az 1897-es görög–török háború idején sikeresen megvédte Janinát a városra zúduló, lázongó albán önkéntesektől. A Porta megbecsülése jeléül az Oszmán Érdemrend ezüst fokozatával tüntette ki Toptanit, kevéssel később pedig vezérőrnagyi rangban csendőrtábornokká tették.
A korabeli janinai osztrák–magyar konzul tanúsága szerint Toptani csendőrparancsnok írástudatlan, erőszakos és korrupt ember hírében állt, aki könnyen kijött a sodrából, de felettesei meg voltak vele elégedve. Egyfelől a mindig kifogástalan öltözékű és tekintélyes megjelenésű Toptani rendet tartott a városban, másfelől a nyugati kulturális hatásoknak ellenálló „igaz muszlimként” ismerték, aki alantasainak tiltotta az alkoholfogyasztást, és nem nézte jó szemmel a városlakók nyugatias öltözködését sem. A századforduló körül Oszmán Tatár pasa személyében új válit (kormányzót) jelöltek ki Janina közigazgatásának élére, és az egymással rivalizáló két férfi között a viszony csakhamar elmérgesedett, a konstantinápolyi kormány még békéltetőket is küldött az epiruszi városba – eredménytelenül. 1902 szeptemberében, míg a váli fiatal szeretőjével múlatta idejét, Toptani és fegyveresei körbevették a házat, a válit és a lányt kihurcolták az utcára, és az iszlám erkölcs elleni vétkeikre hivatkozásul mindkettejüket alaposan helybenhagyták. Toptani számonkérése elmaradt, az indulatokat lecsillapítandó átvezényelték az észak-albániai Szkutariba (1912 után Shkodra). Mint a város új csendőrparancsnoka állomáshelyét 1902. szeptember 15-én foglalta el.

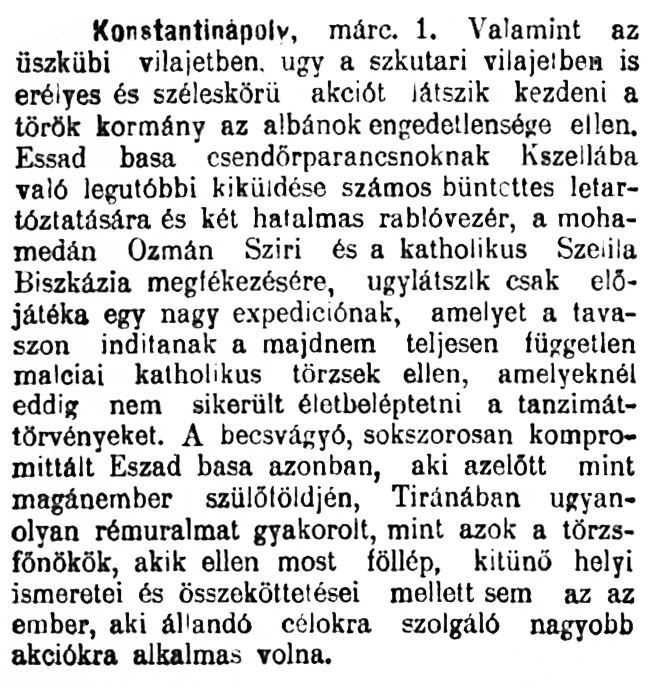
Rövid hír Esat Toptaniról a Pesti Hirlap 1903. március 2-ai számában

Toptani újult energiával vetette bele magát a város rendvédelmének megszervezésébe. Pár hónappal hivatala átvételét követően, 1903. február–márciusban felettesei utasítására már az észak-albániai Mirdita-vidéknek az oszmán fennhatósággal szembeszálló katolikus népe ellen viselt hadat. Részben tárgyalásos úton, részben fegyverrel letörte a hegylakók lázongását, és mintegy kétszáz „útonállót” börtönbe vettetett. Kevéssel később a Szkutari környéki hegyvidék katolikus törzseit regulázta meg, akik a magas adók és az erőszakos rekrutálás miatt szintén lázadni készültek. Noha tisztsége Szkutariban marasztalta volna, Toptani ideje jelentős részét szülőhelyén, Tiranában töltötte. A szülői házat lebontatta, és helyén egy nagyobb, némileg korszerűbb konakot építtetett. Vagyonából Tirana fejlesztésére és a környék lakóinak jólétére is áldozott: a nyomorúságos deszkaviskókat leromboltatta, helyükbe újabb házakat emeltetett, kiszélesítette és lekövezte a városka utcáit, javított a köztisztaságon, és megkezdte a durazzói (ma Durrës) országút modernizálását. A berögzült feudális szokásokon változtatva – és az albán bégek felháborodására – a birtokain élő parasztokat ellátta munkaeszközökkel és háziállatokkal, esetenként kisebb földterületeket is kiutalt számukra.

### Politikai pályafutásának kezdete (1908–1912)

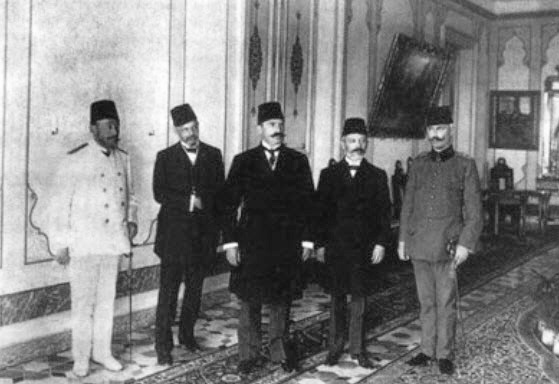
A II. Abdul-Hamid oszmán szultánnal trónfosztását közlő küldöttség 1909. április 27-én, középen a delegáció vezetője, Toptani

1908 nyarán Toptanit Szkutariban érte az ifjútörök mozgalom konstantinápolyi győzelmének híre. Toptani sietett támogatásáról biztosítani az ország új urait, parancsnokaitól szabadságot kért, és Konstantinápolyba utazott, ahol belépett az ifjútörök Egység és Haladás Pártba. 1908. december 17-étől az oszmán parlament alsóházának képviselője, Diracs (1912 után Durrës) küldöttje volt. 1909. április 12-éről 13-ára virradóra fegyveres ellenforradalom robbant ki Konstantinápolyban, majd új kormány alakult azzal a céllal, hogy visszaállítsa II. Abdul-Hamid szultán autokratikus uralmát. Április 24-ére az ifjútörökök helyreállították a rendet, majd április 27-ei tanácskozásukon a szultánt megfosztották a trónjától. Még aznap délután Toptanira bízták annak a négytagú küldöttségnek a vezetését, amely II. Abdul-Hamiddal közölte trónfosztását. Az alsóházban elhangzott beszédei és hozzászólásai alapján Toptani 1909-től fokozatosan eltávolodott az ifjútörökök politikájától, korábbi állhatatos oszmanista elveit feladva, az idők szavára hallgatva maga is támogatta az albánság önrendelkezési jogait. 1910-ben támogatta a latin betűs albán ábécé bevezetését, és az azt megerősítő második manasztiri kongresszust, 1910 decemberében pedig heves kirohanást intézett a parlamentben az albánok törekvéseit fegyverrel leverő konstantinápolyi kormány ellen. Ezt követően kilépett az ifjútörökök pártjából, és 1911-től már az ellenzéki padsorokban politizált.
Két albán nemzetiségű képviselő, Ismail Qemali és Hasan Prishtina 1912. január 12-én titkos tanácskozást szervezett Konstantinápolyban, azzal a céllal, hogy előkészítsék a fegyveres albán ellenállást. A találkozón honfitársaival együtt Toptani is megjelent, és a célokkal egyetértve ígéretet tett arra, hogy közép-albániai birtokai népességét felfegyverezve maga is részt vesz a küzdelemben. Ezt követően haza is tért Albániába, az albán felkelés 1912. áprilisi kitörése már ott érte. Ugyanakkor éppen azokban a napokban Hadzsi Adil Arda oszmán belügyminiszter vezetésével egy konstantinápolyi kormányküldöttség járt Tiranában, hogy tárgyalásokat folytassanak Toptanival. Végül megegyeztek abban, hogy amennyiben Toptani visszatér Konstantinápolyba, egyúttal lemond képviselői mandátumáról, tábornoki ranggal a konstantinápolyi hadügyminisztérium állományába kerül. Toptani így letett a felkelésben való részvételről, és ideje egy részében Konstantinápolyban tartózkodott. 1912 augusztusában tért vissza Albániába, zsebében a hadvezetés utasításával, hogy Közép-Albániában szervezzen egy tartalékos redifalakulatot, amelynek feladata a stratégiai helyzetű északi Szkutari városának megerősítése lett volna. A török kormány úgy vélte, a feszültté vált balkáni geopolitikai helyzetben kulcsfontosságú az észak-albániai város megtartása az esetleges délszláv támadásokkal szemben.

### Szkutari ostroma (1912–1913)

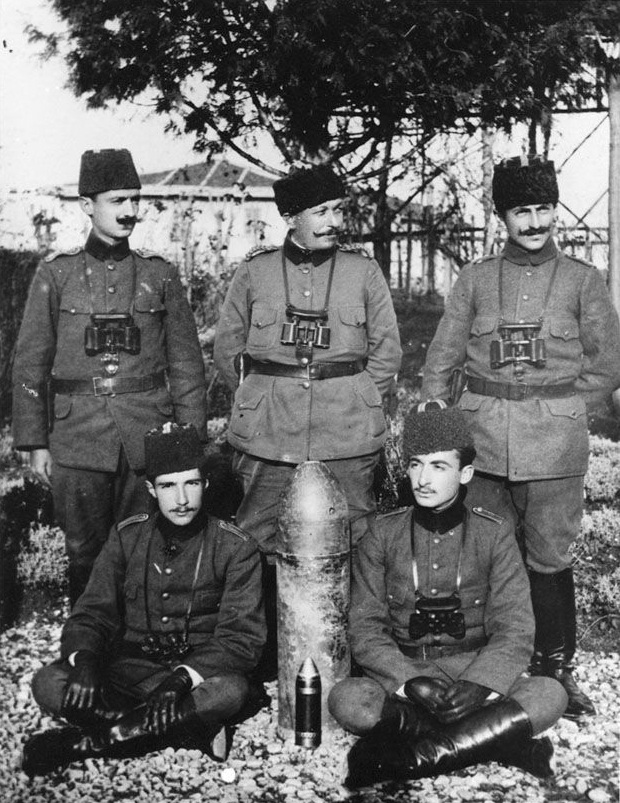
Haszan Riza, Szkutari védője főtisztjeivel, itt még Toptani nélkül

Az oszmánok gyanúja beigazolódott: az első Balkán-háború nyitányaként Montenegró csapatai október 8-án megtámadták a várost. Haszan Riza pasa, Szkutari válija állt a város védelmének élére, parancsait 13 600 ezer oszmán birodalmi katona követte. Hogy Toptani mikor és milyen körülmények között csatlakozott az általa toborzott fegyveresek élén a város védelméhez, arról megoszlanak a források. A történeti munkák többsége arról számol be, hogy október elején Toptani Elbasan környékén tartózkodott egy nagyobb, 10 ezer fegyverest számláló tartalék hadtesttel, és redifjeivel október 25-én csatlakozott Szkutari védelméhez. Újabban feltárt levéltári források, diplomáciai levelek tükrében azonban minderre előbb került sor, és a redifalakulatok fegyvereseinek száma jócskán alatta maradt a 10 ezernek. Eszerint Toptani a hadvezetés utasításának megfelelően már szeptember közepén nekilátott a redifsereg megszervezésének, és néhány héten belül Durrës, Tirana, Kavaja, Kruja és Shijak albánjaiból már egy 5500 fős tartalék hadtest állt az irányítása alatt. Szeptember 27-én úgy döntött, embereit Szkutariba vezényli, a Lezhát környező Zadrima vidékén azonban seregét nem engedték át a környék katolikus népének vezetői. Toptaniban az oszmán katonatisztet látták, és azzal gyanúsították, hogy célja nem Szkutari megerősítése, hanem valójában az észak-albániai keresztények ellen ragadott fegyvert. Bár Toptani jócskán túlerőben volt, csak veszteségek árán tudta legyőzni a zadrimai fegyvereseket. Végül néhány zászlóaljat Zadrimában hagyott a további alakulatok áthaladásának biztosítására, ő maga pedig a redifsereg többi részével 1912. október 3-án Szkutariba ért. Így vagy úgy, a mindenképpen számottevő erősítéssel érkező Toptanit Riza azonnal megtette katonai helyettesévé.
Az ostromlottak helyzete 1912. november közepétől súlyosbodott. A montenegróiak ekkor vezényeltek egy újabb hadosztályt Szkutari alá, majd egy szerb hadosztály is csatlakozott az ostromhoz. Csaknem négy hónapja zajlott a város ostroma, és a védők többé nem remélhették, hogy a konstantinápolyi hadvezetés felmentő sereget küld a megsegítésükre. Az anyai részről albán Riza 1913. január végén úgy döntött, hogy Szkutarit albán fennhatóságú területté nyilvánítja, és fel is vonatta az albán lobogót. Célja ezzel az volt, hogy a város védelmére bírja a környező hegyvidékek harcias katolikus népességét, akik az iszlám állam segítségére bajosan siettek volna, de Szkander bég zászlaja alatt szívesen indultak harcba.
Riza azonban rögtön ezután, 1913. január 30-án rejtélyes körülmények között erőszakos halált halt. Edith Durham kissé regényes színezetű beszámolója szerint Riza egy Toptanival elköltött vacsoráról tért haza, amikor a Toptani-háztól néhány lépésre két nőnek öltözött fegyveres agyonlőtte. Szinte rögtön elterjedt a vélekedés, hogy a merénylet mögött Toptani állt. Ezt látszott igazolni, hogy Riza halálát követően azonnal át is vette a városparancsnokságot, és nem indított vizsgálatot felettese halálával kapcsolatosan. Egyik segédje, Osman Bali évekkel később valóban azt vallotta, hogy Toptani megbízásából ő és egy bizonyos Mehmed Kavaja követték el a merényletet. Toptani indítékai nem egészen világosak az utókor számára. Egyes jelek szerint komolyan készült a város védelmére, fűthette az ambíció, hogy minél nagyobb veszteségeket okozzon az ostromló seregeknek, így kedvezőbb békefeltételek kiharcolásával Szkutari megmentőjeként az albánok elismert politikai vezetője legyen. Ezt igazolhatja, hogy egy héttel a merényletet követően, február 6-án a montenegrói és szerb csapatok újult erővel vetették bele magukat a város ostromába, de rohamaikat súlyos veszteségek árán Toptani és emberei rendre visszaverték.

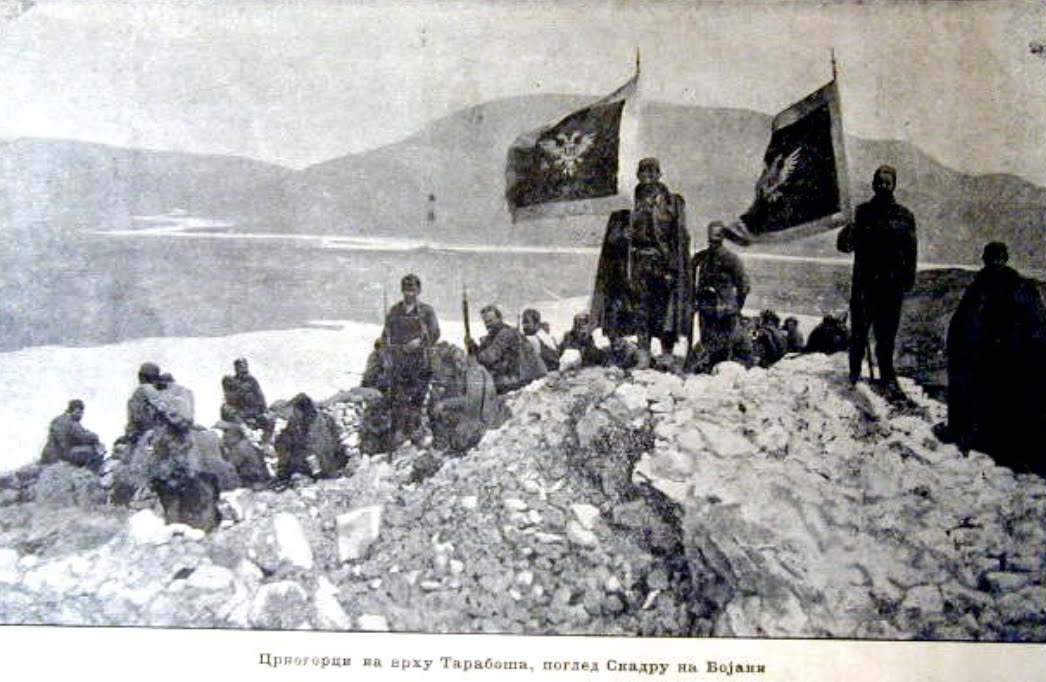
Szkutari ostromában részt vevő montenegróiak a Tarabosh magaslatain

Időközben a nagyhatalmak képviselői londoni tanácskozásukon 1913. március 22-én akként döntöttek, hogy Szkutari a fiatal albán államhoz tartozzon. Március 28-án fel is szólították a cetinjei kormányt, hogy az ostromot azonnal hagyják abba, amire válaszul március 31-én a montenegrói hadvezetés újabb heves támadást rendelt el a város ellen, egyúttal a közeli Tarabosh-hegység magaslatait is elfoglalták. Az elkövetkező hetekben a montenegróiak süketek maradtak a nagyhatalmak minden felszólítására és fenyegetőzésére.
Toptaninak szembe kellett néznie a túlerővel és a város ellátási, élelmezési gondjaival, a küzdelem helyett másik megoldást választott tehát: a szkutari olasz konzul közvetítésével talán már február végén titkos tárgyalásokba kezdett a montenegróiakkal. Április 8-án diplomáciai csatornákon Montenegró megerősítette, hogy valóban folynak tárgyalások Toptanival, aki a város átadásáért akkora összeget kért, amekkorát a cetinjei kormány nem volt hajlandó kifizetni. Április 21-én Toptani megüzente a montenegrói hadak parancsnokának, Janko Vukotić tábornoknak, hogy az ő és 24 ezer fegyverese szabad elvonulása fejében hajlandó átadni Szkutarit és a Drin folyó völgyéig terjedő albán területeket a montenegrói uralkodónak. Az alkunak része volt az is, hogy Montenegró viszonzásul elismeri Toptanit az Oszmán Birodalomhoz tartozó közép-albániai területek albán uralkodójának.
Amikor megkérdeztük, hogy Esszad maga ajánlotta-e fel a megvesztegetését Szkutari feladásáért cserébe, Popović [montenegrói diplomata] azt mondta, azért ez nem ennyire nyersen hangzott el. Annyit közölt csak, hogy mielőtt Szkutariba jött volna, hátrahagyott egy bőröndöt 80 ezer fontsterlinggel, és mindenkinek előnyére szolgálna, ha ezt valaki megtalálná és visszajuttatná neki.
I. Miklós montenegrói király április 23-án maradéktalanul beleegyezett Toptani feltételeibe. Vukotić tábornok még aznap, délután három órakor bevonult a városba, Toptani és emberei pedig bántatlanul, fegyvereiket megtartva, katonai tiszteletadás mellett elhagyták Shkodrát, egyedül tüzérségi ütegeiket kellett hátrahagyniuk. A Közép-Albániába távozó Toptani emellett 10 ezer fontsterling bánatpénzben is részesült.
Csak azután üritettem ki Szkutarit, mikor minden eleségkészlet elfogyott. Katonáim napok óta egy falatot sem ettek és naponta átlag harmincz ember pusztult el éhségtől és kimerüléstől. A montenegrói kormány elfogadta becsületes feltételeimet és katonai tisztelgés közben engedett elvonulni. Ilyen körülmények között Isten ellen való vétek lett volna embereimet mészárszékre vinnem. Fel vagyok bőszülve azokon a hazugságokon, a miket a külföldi sajtó az én kapitulácziómról irt. Ha a védelem minden módja nem szünt volna meg, nem adtam volna át a várost, és ha becstelenséget követtem volna el, most nem élnék. Bizonyára nem egy, de száz tiszt és közkatona akadt volna seregemben, a ki rajtam torolta volna meg a becstelen árulást.

### Ismail Qemali kormányában (1913)

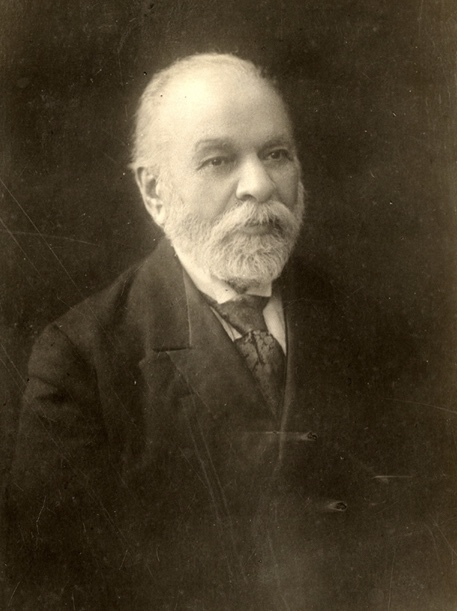
Ismail Qemali, az első albán kormány miniszterelnöke

Miközben Toptani Shkodra ostromában volt elfoglalva, jelentős politikai változások történtek az országban. Az 1912. november 28-án megkezdődött vlorai nemzetgyűlésen kikiáltották Albánia függetlenségét, Ismail Qemali vezetésével és vlorai székhellyel megalakult az ország első kormánya, jóllehet fennhatósága eleinte csak a délnyugat-albániai város tágabb környékére terjedt ki. Az európai nagyhatalmak londoni nagyköveti konferenciája jóváhagyta Albánia önállóságát, és Londonban már a fiatal állam határairól folyt a vita.
Toptani Shkodrából való elvonulása után négy nappal, 1913. április 27-én a szerb kézen levő Lezhában katonai parádéval egybekötve kikiáltotta saját magát Albánia királyának. Ezt követően redifalakulatai élén délnek vonult, hogy birtokai központjában, Tiranában megkezdje uralma megszervezését. Egyik első intézkedéseként saját arcmásával bélyeget nyomatott, de ennél tovább aztán nem jutott. Reálpolitikusi ösztöneire hallgatva megértette, hogy Közép-Albánián kívül nincs társadalmi bázisa, az albánság egészével nem képes magát elfogadtatni. Ezért párhuzamos tárgyalásokba bocsátkozott a szerbekkel, a montenegróiakkal és a görögökkel egyaránt, hogy a számára legkedvezőbben alakuló protektorátusi forgatókönyvet valósíthassa meg. Május 5-én a montenegrói és a szerb kormány képviselőivel arról tárgyalt, hogy albán fejedelmi ambícióit politikailag és pénzügyileg is támogassák. Eközben a háttérben az Albánia politikai stabilitásában és területi integritásában érdekelt Osztrák–Magyar Monarchia álláspontját képviselve Syrja Vlora arról győzte meg Toptanit, hogy kiegyezzen a Qemali-kormánnyal. Toptani így végül 1913. július 3-án Vlorába utazott, ahol Ismail Qemali ajánlatát elfogadva július 5-én a vlorai kabinet belügyminisztere lett, Myfit Libohovát váltva a poszton.
A közvélemény vegyes érzelmekkel fogadta a hírt, egyfelől megkönnyebbüléssel, amiért elejét vették a komolyabb viszálykodásnak, másfelől aggodalommal, hogy a rossz hírű Toptani a belügyminiszteri kulcspozíció közelébe kerülhetett. A marcona koszovói hadúr, Isa Boletini egyenesen Toptani félreállítását tervezte, de Qemali érveinek engedve végül lemondott tervéről. Az aggodalmaskodókat némileg lecsillapította, hogy felesketését követően Toptani rögtön elhagyta Vlorát, Olaszországba és Ausztriába utazott, a hírek szerint gyógykezelésre. A hónap végén tért vissza Vlorába, és már másnap, 1913. augusztus 1-jén nyílt kenyértörésre vitte a dolgot Qemalival. A kormányfőt iszlámellenességgel vádolva kilépett a kormányból, majd Vlorát újólag elhagyva Durrësba utazott. Hű embereivel, a birtokain élő parasztokkal és koszovói menekültekkel körbevétetve magát – akik szemében ő volt Albánia megmentője és az iszlám bajnoka – arra készült, hogy onnan irányítja Közép-Albánia életét.

### A Közép-albániai Köztársaság élén (1913–1914)

Toptani Közép-albániai Köztársaságának zászlaja

Toptani ezt követően Durrësból ultimátumokkal bombázta Ismail Qemalit. Követelései között szerepelt, hogy a kormányt teljesen szervezzék át, az ország új fővárosául jelöljék ki Durrëst, majd hívják össze a nemzetgyűlést. Miután Qemali minderre hetek múltán sem mutatott hajlandóságot, Toptani megelégelte a helyzetet, és 1913. szeptember 18-án ellenkormányt alakított Durrësban. Alig egy hónap elteltével Toptani újabb lépésre szánta el magát, amiről az albániai misszióját megkezdeni készülő nagyhatalmi Nemzetközi Ellenőrző Bizottságot is értesítette. 1913. október 12-én – más források szerint október 14-én – a Mat és a Shkumbin folyók közötti területen kikiáltotta a Közép-albániai Köztársaságot. Fennhatósága alá tartozott Durrës mellett Tirana, Shijak, Kavaja, Peqin és Kruja. Az új köztársaság elnöke ő maga, a törvényhozás szerve pedig az említett települések küldötteiből álló Szenátus vagy Vének Tanácsa (Pleqësia) lett.

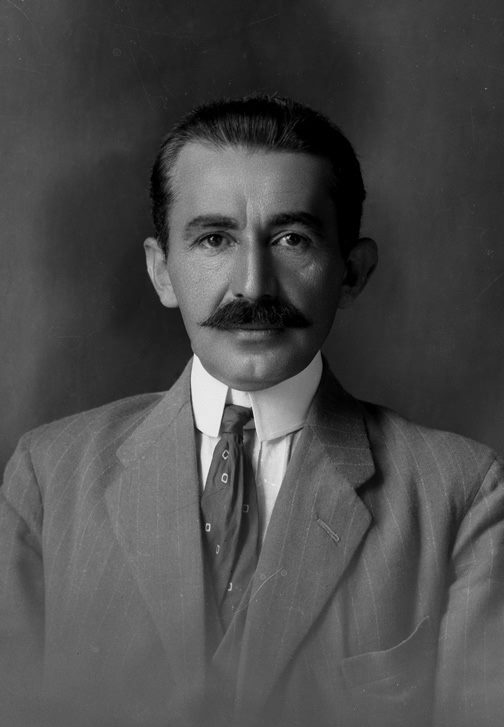
Hasan Prishtina

A jelek szerint Durrësban Toptani tovább folytatta az egyeztetéseket a szerbekkel is. Belgrád terve az volt, hogy Toptani a szerb kormány pénzügyi és katonai támogatásával félresöpri az útból a Qemali-kormányt, és a helyébe lép, először mint Albánia főkormányzója, majd a reménybeli észak-albániai szerb területfoglalások megszilárdulása után mint albán fejedelem. Az ország sorsára nézve polgárháborús veszélyt vetített előre a Qemali–Toptani-viszálykodás, ami egyébként megrendítette a Qemali-kormány helyzetét és elfogadottságát is. Hasan Prishtina – ez idő tájt a vlorai kormány belügyminisztere – 1913 novemberében kísérletet tett a két fél összebékítésére, igyekezett Qemalit és Toptanit a semleges Elbasanban tárgyalóasztalhoz ültetni egy koalíciós kormányzat megszervezésének céljával. Toptani mutatott némi hajlandóságot a megegyezésre, különösen miután eddigre neki is meggyűlt a baja saját belső ellenzékével, emellett Prishtina az új kabinet hadügyminiszteri posztját ígérte neki. A nagyhatalmi Nemzetközi Ellenőrző Bizottság osztrák–magyar és olasz tagjai támogatták Prishtina elképzeléseit (csak előbbi Qemalit, utóbbi Toptanit látta volna szívesebben egy albán egységkormány élén), Franciaország képviselője ellenben – az övezetes Albánia létrejöttében érdekelt – kormánya utasításait végrehajtva további ellenállásra sarkallta Toptanit. Prishtina terve végül a széttartó akaratok miatt füstbe ment. 1913 végére Albánia csaknem a polgárháború szélére sodródott. 1914 januárjában Golloborda térségében, majd a Shkumbin völgyében fegyveres összecsapásokra került sor a kormányhű csendőrök és Toptani irreguláris fegyveresei között. Január 9-én rendkívüli állapotot hirdettek Elbasan térségében, miután a várost Toptani egyik párthíve, egy bizonyos Dervish bég körbevette mintegy háromszáz emberével. 1914. január 18-án a csendőrség végül erősítést küldött a városba, és a viszálykodó fegyvereseket szétszórták.

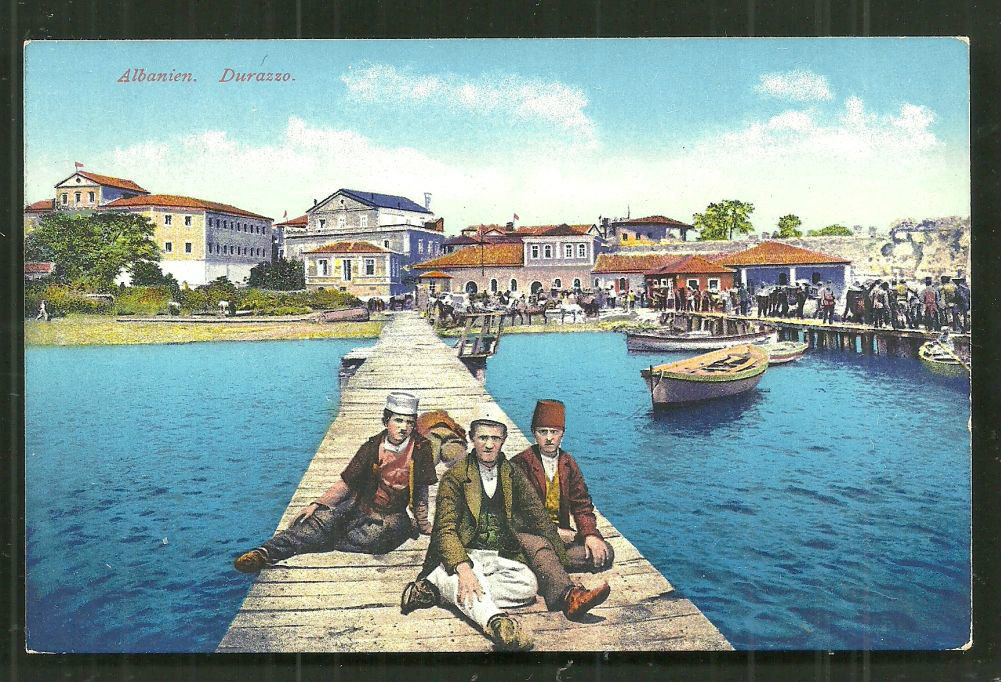
Durrës látképe 1914 körül

Az időközben az Albán Fejedelemség trónjára a nagyhatalmak által kijelölt Wilhelm zu Wied herceg a korona elfogadásának egyik feltételéül szabta, hogy a helyi hatalmi centrumok egyként elismerjék őt és alárendeljék magukat a nagyhatalmi döntésnek. Ehhez Toptaninak is le kellett volna mondania különutas politikájáról. Miután 1914. január 22-én a Qemali vezette vlorai kormány formálisan is feloszlott és átengedte a hatalmat a Nemzetközi Ellenőrző Bizottságnak, a testület felszólította Toptanit, hogy kövesse Qemali példáját. Toptani erről azonban hallani sem akart. A Nemzetközi Ellenőrző Bizottság nem hagyta annyiban, brit és német tagjai 1914. január 30-án tárgyalásokat kezdeményeztek a Közép-albániai Köztársaság vezetőjével. Végül Toptani február 4-én aláírt egyezségük értelmében feloszlatta ellenkormányát és szakadár köztársaságát. A hatalmat átengedte a nagyhatalmi testületnek azokkal a feltételekkel, hogy az átmeneti időben a bizottság az ő híveiből álló durrësi szenátuson keresztül kormányoz, az ország és a fejedelem székvárosául Durrëst jelölik ki, és az albán nemzet képviselőjeként személyesen ő vezetheti az albán koronát Wiednek felajánló nemzeti küldöttséget. Ez utóbbi feltételt a Nemzetközi Ellenőrző Bizottság készségesen fogadta el, mert úgy gondolták, Toptani követségjárásának ideje elegendő arra, hogy a távollévő földbirtokos presztízsét megrengessék a közép-albániai lakosság körében.

### Vilmos fejedelem udvarában (1914)

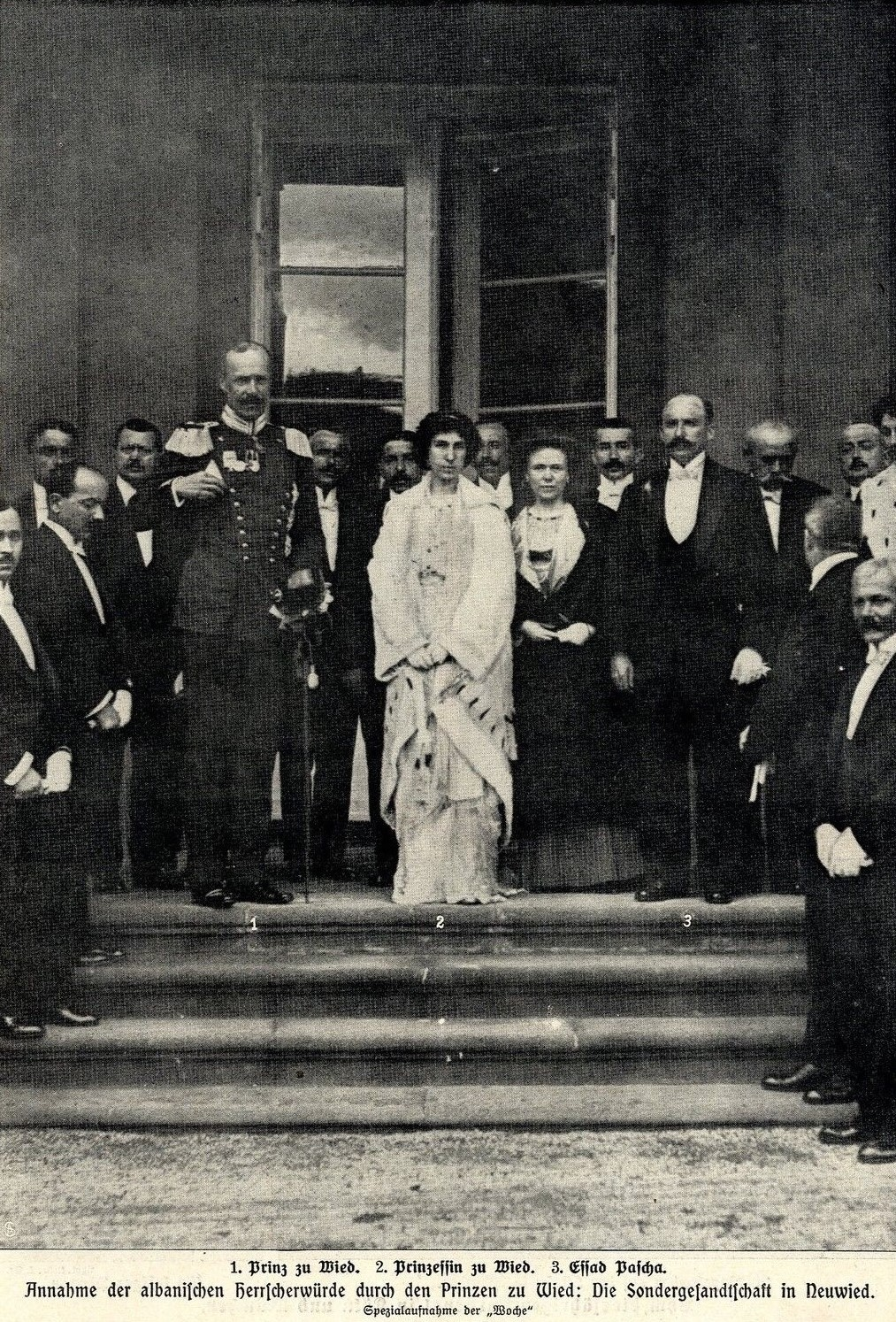
Az albán koronaküldöttség a neuwiedi kastélyban, az előtérben balról jobbra Vilmos fejedelem, Zsófia fejedelemné és Toptani

1914. február 21-én a Toptani vezette tizenhét tagú albán küldöttség Wied herceg neuwiedi kastélyában ünnepélyes külsőségek között felajánlotta Albánia trónját a leendő fejedelemnek. Toptani albán nyelven megtartott – és Eqrem Vlora által tolmácsolt – köszöntőbeszédében arról biztosította Wiedet, hogy az albánok lelkesedéssel várják uralkodójukat. Wied válaszában megköszönte az albán nép bizalmát, elfogadta a trónt, ezzel formálisan is az Albán Fejedelemség uralkodója lett.
Vilmos végül 1914. március 7-én érkezett meg az országba, hogy megkezdje uralkodását az általa kijelölt új fővárosban, Durrësban. A durrësi kikötőben a Nemzetközi Ellenőrző Bizottság tagjai és Esat Toptani fogadták az uralkodót. Toptani a hajó fedélzetén magára öltötte a Vilmos által tervezett gyöngyszürke albán tábornoki egyenruhát. Vilmos március 14-én Turhan Përmetit kérte fel kormányalakításra. A formálisan március 18-án felesküdött Përmeti-kabinetben Toptaninak két kulcspozíció is jutott: ő kapta meg a belügyi és a hadügyi tárcákat (utóbbival pedig tábornoki rang is járt). Ezzel Toptani lett a hatalmi intrikával szemben eszköztelen Përmeti kormányának „erős embere”, aki hamarosan saját politikai céljai érdekében és a valódi kormányzati munka kibontakozása ellen ténykedett. Kinevezése nyugtalanságot keltett az albán nacionalisták köreiben.

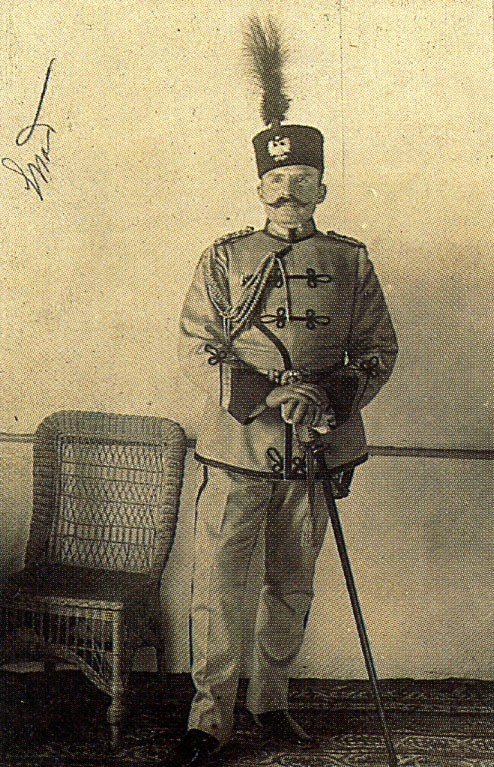
Toptani a Vilmos fejedelem tervezte albán tábornoki egyenruhában 1914 márciusában

Amikor 1914. április 10-én dédunokaöccse, a fiatal Amet Zogolli – negyedszázaddal később I. Zogu néven Albánia királya – tisztelgő látogatást tett a fejedelemnél, és a nemzetgyűlés mielőbbi összehívását szorgalmazta, Toptani azonnali lépésekre szánta el magát. Egyfelől a fejedelem félreállításában és a hatalom megszerzésében akadályt jelentett volna egy tőle független törvényalkotó testület, másfelől a terveit veszélyeztető tényezőnek tartotta a Mat vidékén több ezer fegyveressel rendelkező fiatal nemzetségfőt, ezért elrendelte a „veszélyes eszméket” terjesztő Zogolli letartóztatását. A fejedelem közbelépett és megakadályozta Zogolli letartóztatásában, mire a sértett Toptani – valószínűleg olasz támogatással – elkezdte felfegyverezni közép-albániai híveit, valamint az ott élő koszovói és boszniai menekülteket, hogy milíciát szervezzen belőlük. Ügynökei eközben azzal riogatták a vidék muszlim lakosságát, hogy a „keresztény király” Durrësban a muszlimok Anatóliába deportálását tervezi. A vidék felfegyverzése természetesen nem maradhatott titokban, de Toptani hadügyminiszter hivatalos magyarázata az volt, hogy ezek a milíciák alkalmas időben délre vonulnak, hogy felvegyék a harcot a dél-albániai területeket elfoglaló görög hadsereggel, az Észak-epiruszi Autonóm Köztársasággal szemben. Időközben Toptani május 8-án teljesen váratlanul átnyújtotta a fejedelemnek lemondólevelét arra hivatkozásul, hogy munkáját a személye körül kialakult intrika ellehetetleníti, egyúttal felajánlotta, hogy az ország békéje érdekében külföldön telepedik le. Vilmos azonban nem fogadta el a lemondását, bizalmáról biztosította miniszterét. Toptani lépése és a fejedelem reakciója egyaránt meglepetést keltett politikai körökben.

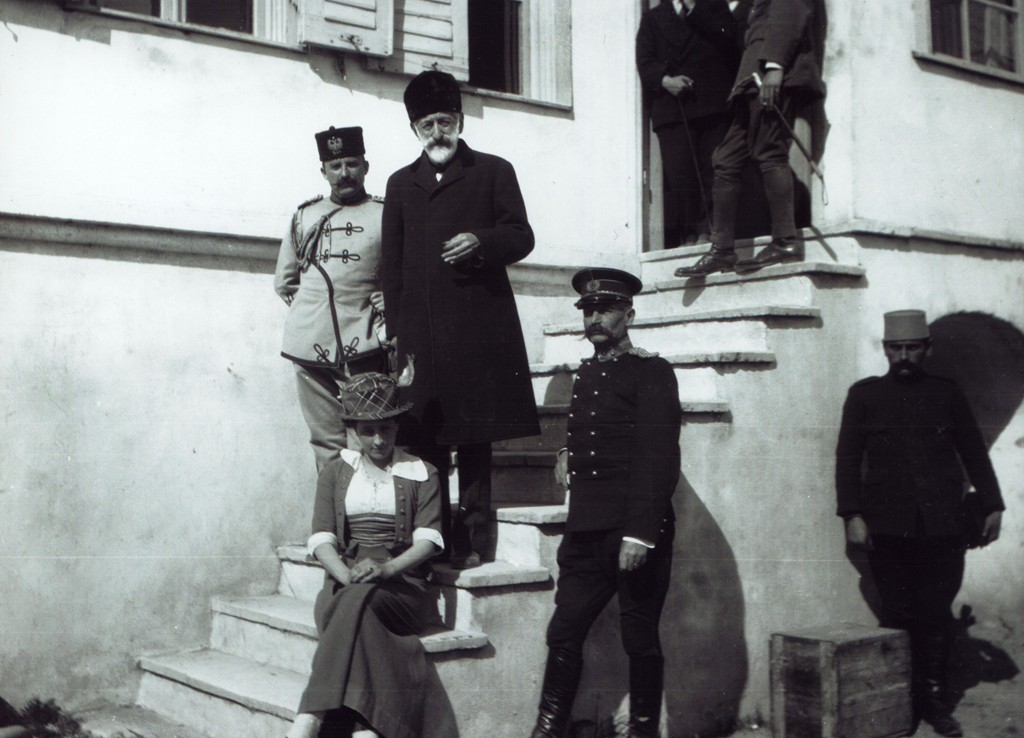
Toptani és Turhan Përmeti miniszterelnök Toptani durrësi házának lépcsőjén 1914 áprilisában

Tovább folyt tehát a közép-albániaiak felfegyverzése, egy héttel később azonban hírül jött a fejedelmi udvarba, hogy a parasztmilíciák zúgolódnak a dél-albániai hadjárat terve miatt. Toptani azt jelentette a fejedelemnek, hogy ez csak kisebb, könnyen elsimítható zendülés, aggodalomra nincs ok. Május 17-én azonban a közeli Shijakot és az ott tartózkodó kétszáz kormánykatonát fegyveres milicisták zárták körbe, majd felvették támadóállásaikat a főváros körül. Toptani továbbra is csökönyösen elbagatellizálta a fejleményeket, olyannyira, hogy a fejedelmi udvarban már mindenkinek a gyanúját magára vonta, és egyre inkább az ő puccskísérletének tartották az inszurgens milíciák rendbontását. Május 18-án Durrës katonai parancsnoka, a holland Johan Sluys őrnagy parancsot adott a védekezésre, de Toptani hadügyminiszteri minőségében arra utasította, hogy adja át posztját egy addig ismeretlen olasz katonatisztnek, bizonyos Moltedo századosnak, akit Toptani előzőleg nevezett ki az albán tüzérség főparancsnokává. Vilmos fejedelem ismét közbelépett, és Sluyst megerősítette tisztségében. Ismert a történetnek egy másik interpretációja is. Eszerint Toptani éppenséggel az ütegek elhelyezésére adott parancsot Sluysnak, aki azzal vágott vissza, hogy csak a fejedelemtől hajlandó parancsokat elfogadni. Toptani ezt követően próbálta elérni a fejedelemnél Sluys leváltását, de csalatkoznia kellett, a fejedelem ugyanis Toptani kettős játékát felismerve Sluys mellé állt.

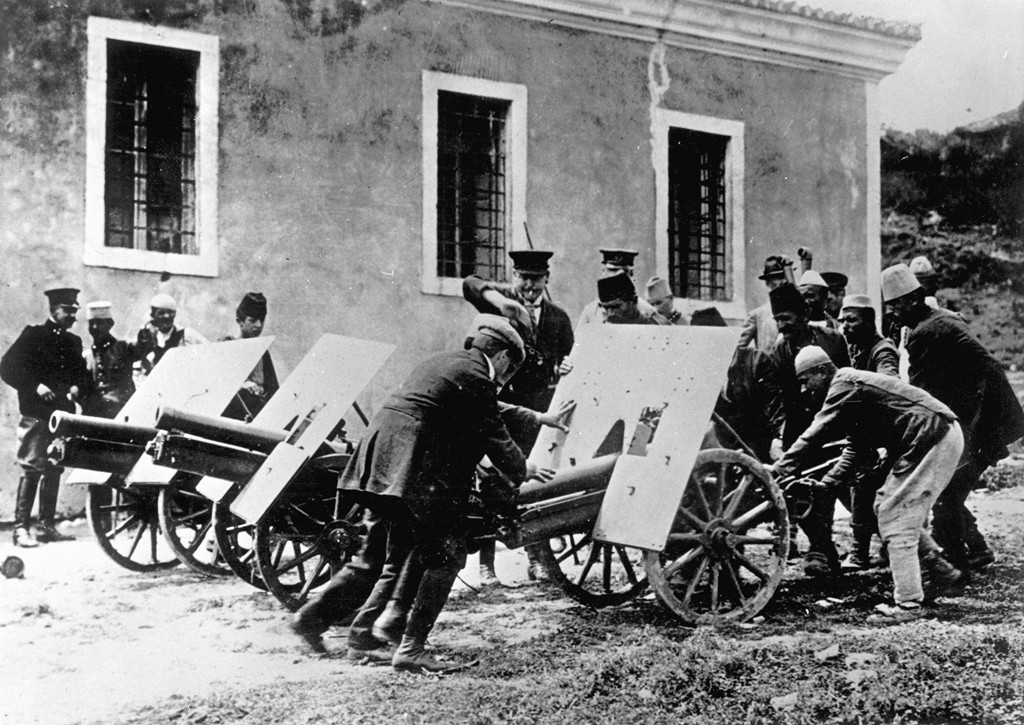
Felkészülés Durrës védelmére 1914 tavaszán

Így vagy úgy, Toptani még aznap, 1914. május 18-án beadta lemondását, majd fegyvereseivel körbevéve visszahúzódott durrësi házába. Vilmos ekkor már maga is árulónak tartotta miniszterét. Ehhez hozzájárult az a nem sokkal korábban kapott hír, miszerint a délen harcoló albánok megsegítésére küldött fegyver- és lőszerszállítmányokat Toptani Tiranába és Shijakba irányította át, ahol saját milíciái gyülekeztek. Vilmos parancsot adott Toptani letartóztatására. Sluys vezetése alatt egy fegyveres osztag május 19-én a hajnali órákban körbevette és lövetni kezdte Toptani házát, de a volt miniszter nem volt hajlandó megadni magát. Hamarosan osztrák–magyar tengerészek szálltak partra, és a fejedelmi konak udvarában kialakítva lőállásaikat, két-három gránátot vetettek a Toptani-házra. Ezek egyike a hálószobában robbant fel, mire Toptani felesége jelent meg az ablakban egy fehér kendőt lobogtatva. Toptani megadta magát.
Duncan Heaton-Armstrong, a fejedelem szárnysegédje konspiráció vádjával délelőtt kilenc órakor letartóztatta Toptanit. Vilmos úgy döntött, hogy a renitens pasa személyes biztonságát szem előtt tartva a város börtöne helyett a partoknál horgonyzó osztrák–magyar hajó, a Szigetvár cirkáló fedélzetén tartja őt védőőrizetben feleségével együtt. Toptani protektora és a gyanú szerint szövetségese a Vilmos elleni szervezkedésben, Olaszország durrësi követe, Carlo Aliotti báró másnap, május 20-án érkezett meg az albán fővárosba. Kormánya nevében azt követelte a fejedelemtől, hogy Toptanit adják át a kikötőben veszteglő olasz hadihajók parancsnokságának, és tegyék lehetővé, hogy a politikától visszavonulva Olaszországban élhessen. Kisebb feszültségtől terhes vitákat követően a fejedelem végül beleegyezett a tervbe. Toptanival aláírattak egy papírt arról, hogy a politikai megnyilvánulások minden formájától őrizkedik, a fejedelem tudta és beleegyezése nélkül nem tér vissza az országba. Az olasz hadihajók egyike Toptanival a fedélzetén még aznap kihajózott az olaszországi Bari felé. Olaszországban nagy megbecsüléssel és állami kitüntetéssel fogadták protezsáltjukat. Ugyancsak május 20-án a Përmeti-kormányt feloszlatták, átszervezését követően a belügy- és hadügyminiszteri tárcák élén Toptani helyébe Aqif Elbasani lépett.
Noha Toptanit száműzték, szelleme az országban maradt: miután az általa felfegyverzett és birtokain élő közép-albániai parasztság hírét vette letartóztatásának, 1913. május 21-én fegyvert ragadtak, kitört a közép-albániai felkelés. A május 25-én a felkelőkkel megindult tárgyalások során megerősítették, hogy Esat pasa – „a muszlim hit és a Korán védelmezője” – menesztése fegyveres lázadásuk egyik oka. A felkelés – több más tényezővel együtt – végül az Albán Fejedelemség bukásához vezetett, 1914. szeptember 3-án Vilmos elmenekült az országból, három nappal később pedig a nagyhatalmi Nemzetközi Ellenőrző Bizottság is magára hagyta az országot. A közép-albániai lázadók még ugyanaznap, 1914. szeptember 6-án bevonultak Durrësba, felvonták az oszmán birodalmi lobogót, majd pár nap elteltével Mustafa Ndroqi vezetésével összehívták szenátusukat, amely kimondta az Oszmán Birodalom fennhatóságának restaurációját és a török államnyelvi státusának visszaállítását.

### Közép-albániai kormánya (1914–1916)
Az Albán Fejedelemség összeomlását követően Toptani Szerbiába utazott, ahol megszerezte Nikola Pašić miniszterelnök katonai és erkölcsi támogatását ahhoz, hogy Albániában átvegye a hatalmat. Debarban kisebb hadsereget szervezett, majd az összetoborzott 5 ezer fegyveres élén 1914. szeptember 20-án átlépte az albán határt. Ügynökei eközben rávették a felkelők durrësi szenátusát, hogy haderejük egy részét vezényeljék a görög hadsereg támogatásával Dél-Albániában kikiáltott Észak-epiruszi Autonóm Köztársaság ellen. Durrës jóformán kiürült, így Toptani október 2-án minden ellenállás nélkül bevonult a városba, és átvette a hatalmat. Rövidebb előkészületeket követően 1914. október 5-én öt miniszterrel megalakította kormányát, alelnökének pedig megtette a felkelők szenátusának elnökét, Mustafa Ndroqit. Miniszterei közül az ismertebb nevek közé tartozott a közmunkaügyi tárcát vezető Aziz Vrioni, emellett hadügyminiszterének megtette a szeptemberi debari kalandban segítségére volt Jusuf Dibrát. Ezt követően a még szeptember elején megalakult szenátus tagjait fegyverrel kényszerítette arra, hogy Albánia állam- és kormányfőjeként, valamint hadsereg-főparancsnokként elismerjék őt.
Toptani első intézkedései sorában, bizonyítandó elköteleződését az antanthatalmak mellett, hadat üzent az Osztrák–Magyar Monarchiának, majd bevezette új fizetőeszközként az albán grosht (és váltópénzét, a parát), és megkezdte az első bankjegyek nyomtatását is. Emellett hozott egy földreformrendeletet, amely kimondta a vele rivális albán családok birtokainak államosítását és felosztását. Hamarosan azonban Toptani belső nehézségekkel találta magát szemben. Bár óvatosságból nem deklarálta, hogy kormányát az Albán Fejedelemség végrehajtó hatalmának tekinti, a még szeptember elején a felkelővezérek által felvont oszmán birodalmi lobogókat bevonatta. Korábbi hívei, akik az iszlám hit és az oszmán ügy apostolát látták Toptaniban, szembefordultak vele, 1914. november 23-án kitört fegyveres felkelésük. Vezetőik ugyanazok voltak, akik az 1914 májusában kitört közép-albániai felkelés mögött álltak, akkor még Toptani mellett és Vilmos fejedelem ellenében: Haxhi Qamili, Qamil Haxhi Feza és Musa Qazimi. A felkelők 1914. december 20-án Ramadan Gjinali vezetésével megalakították Krujai Szövetség néven ismertté lett Toptani-ellenes szervezetüket, amelynek fő célja Esat Toptani hatalomból való eltávolítása, valamint az Oszmán-ház uralkodója által irányított Albánia megteremtése volt az Oszmán Birodalom államszervezeti keretein belül. A felkeléshez több törzs- és nemzetségfő is csatlakozott, és 1914 végére Toptani Tiranát is beleértve elveszítette területei nagy részét, Durrës falai közé szorult vissza. Ismét korábbi szövetségesei, a szerbek siettek Toptani segítségére. Hadseregük 1915 júniusában villámgyorsan elfoglalta a lázadók kezén lévő Pogradecet, Elbasant, Tiranát, Kavaját és Ishëmet, egyúttal megsemmisítette a Krujai Szövetség fegyveres erejét is. Kézre kerített vezéreiket átadták Toptaninak, és nemsokára hazaárulás vádjával valamennyiüket felakasztották.
Miután Toptani megszabadult radikális belső ellenzékétől, ráadásul a szerbek az általuk elfoglalt Pogradec, Elbasan, Kavaja és Tirana feletti ellenőrzést is átengedték kormányának, úgy tűnt, elérkezett az idő hatalma konszolidálására. Katonai ereje azonban jóformán nem volt a kormánynak: Toptani Albániájának lakossága ezen a ponton elérte az 500 ezer főt, de mindössze 3 ezer fegyverest tudott kiállítani. Ennek ellenére Toptani úgy döntött, hogy a függetlenségét megőrző Prenk Bibë Doda által ellenőrzött Mirdita-vidéket országához csatolja. Végül azonban súlyos veszteségeket szenvedve húzódott vissza Durrësba. Intő jel volt, hogy ezúttal a szerbek nem siettek segítségére. A Szerb Királyság ugyanis egyre nehezebb helyzetbe került, különösen miután 1915 októberében a központi hatalmak oldalán Bulgária is belépett a háborúba. Hadseregük számottevő szerb területeket foglalt el, és a szerb hadvezetés 1915 novemberére Koszovóba szorult, majd megkezdte visszavonulását Shkodra és Toptani Albániája felé. A Toptani-kormányt sokként érte, amikor 1915. november 28-án a Német Császárság bejelentette, hogy a központi hatalmak egységes akaratából restaurálják az Albán Fejedelemséget és Vilmos fejedelem hatalmát.

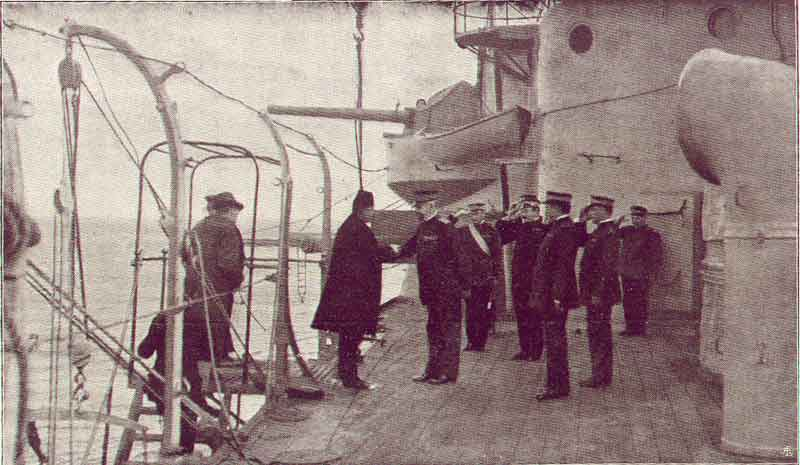
Toptanit fogadják az olasz hadihajó fedélzetén, amelyen 1916 februárjában elhagyta Albániát

Kövess Hermann tábornok vezetésével az Osztrák–Magyar Monarchia 3. hadserege január 16-án átlépte az albán határt, megkezdődött Albánia osztrák–magyar megszállása. Január 25-én elérték a Toptani uralma alatt álló területek határát. Toptani, mintha tudomást sem vett volna a fejleményekről, másnap, január 26-án egy zászlóaljat küldött Amet Zogolli nemzetségfő letörésére. Kísérlete gyorsan és csúfosan megbukott, Toptani végképp visszaszorult Durrësba. Másnap, 1916. január 27-én bejelentette kormánya feloszlását.
1916. január 28-án shkodrai központtal felállt az osztrák–magyar megszállás alatt álló albán és koszovói területek polgári közigazgatása. Február 10-ére Toptani Közép-Albániájának csaknem egésze a központi hatalmak, az osztrák–magyar és a bolgár hadsereg kezére került. Ahogy a fővároshoz, Durrëshez közeledtek az ellenséges csapatok, a várost kiürítő olasz alakulatokkal együtt február 24-én Toptani is elhagyta Albániát, tudván, hogy a központi hatalmak kezére kerülve sorsa jó eséllyel a kivégzés lenne. Mielőtt elhagyta volna az országot, feloszlott kormánya nevében újólag megerősítette, hogy a „független Albánia” hadban áll az Osztrák–Magyar Monarchiával. A Monarchia február 28-án bevonult Durrësba.

### Emigrációban (1916–1920)

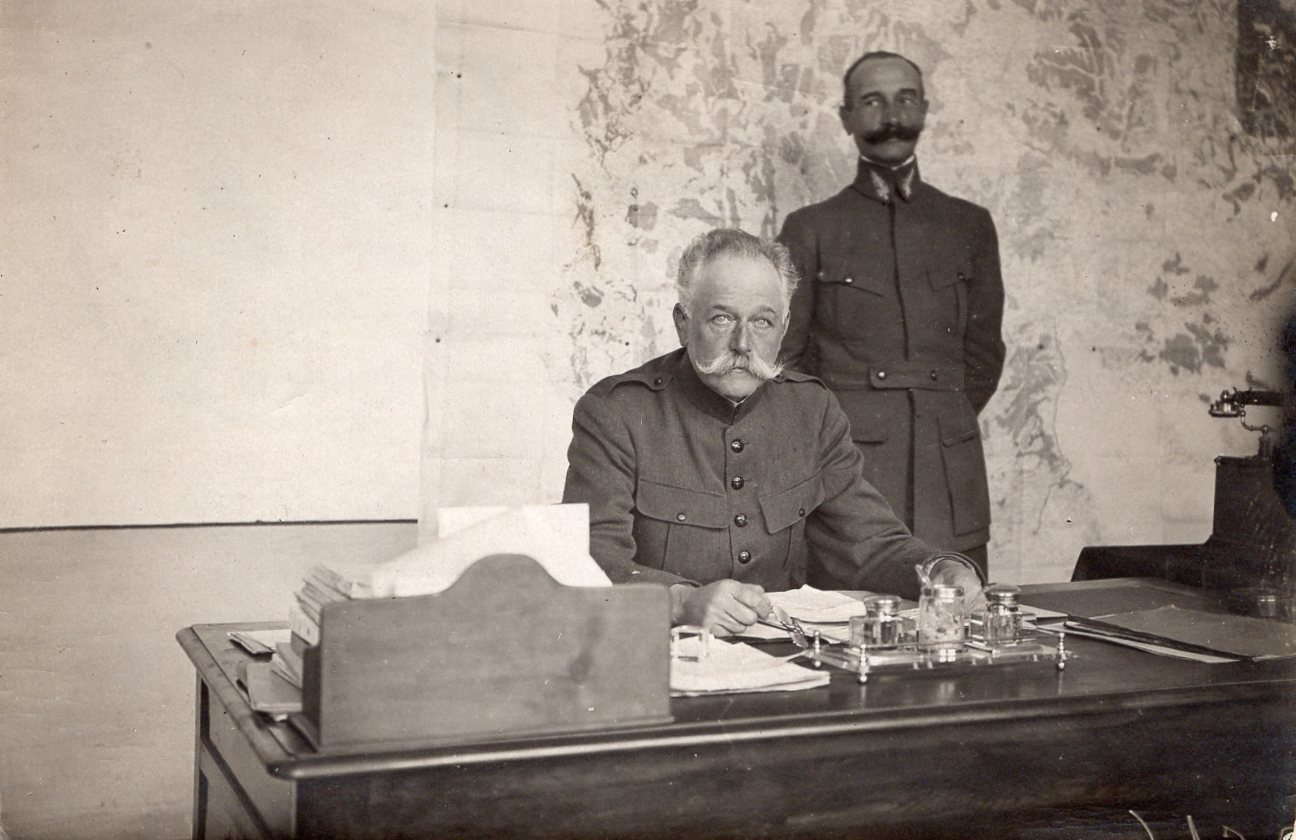
Maurice Sarrail tábornok Szalonikiben 1916-ban

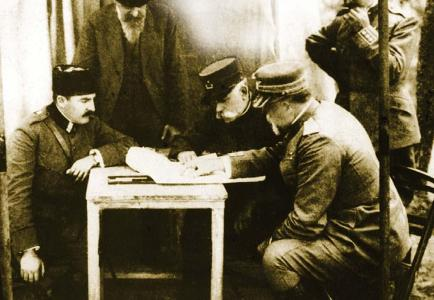
Toptani (b) Szalonikiben Sarrail és az olasz Carlo Petitti di Roreto tábornok társaságában

Toptani Olaszországba érve sem tett le politikai ambícióiról, idővel azonban személye kényelmetlenné vált az olasz hadvezetés számára. Ezt követően Párizsba ment, ahol rezidenciáját egy szemrevaló villában berendezve megalakította emigráns kormányát hadügy-, külügy- és mezőgazdasági miniszterrel, majd Albánia és a saját politikai jövője érdekében lobbizni kezdett a francia kormánynál. Hivatalos megjelenéseikor a maga tervezte tábornoki uniformist öltötte fel, mellkasán érdemrendek sokaságával, és következetesen az Albán Köztársaság elnökének címezte magát. A szövetséges kormányok egy része komolyan vette személyét, a francia, görög és szerb kabinetek még diplomáciai kapcsolattartókat is kineveztek Toptani „udvarába”. Toptani terve az volt, hogy Albániába visszatérve, közép-albániai híveire támaszkodva fegyveres ellenállást szervez az osztrák–magyar megszállás alatt álló területeken, és a szövetségesek által elismert albán fejedelemként megkezdi uralkodását. A francia Maurice Sarrail tábornok vezetése alatt már előző év őszén összeállítottak egy a Balkánon bevetendő szövetséges haderőt Armée d’Orient néven, és a francia hadvezetés végül beleegyezett, hogy Toptani ennek részeként, egy 500-600 zsoldosból álló alakulat parancsnokaként a térségbe utazzon. Toptani a D’Estrées cirkáló fedélzetén 1916. augusztus 23-án érkezett meg Szalonikibe.
Az Armée d’Orient nem sokkal később, szeptember 17-én bevonult Korçába, hadjáratuk során az első nagyobb albániai településre. A helyi albánokkal egyeztetve Sarrail tábornok ráeszmélt, hogy nagy hibát követtek el, amikor bizalmukat Toptaniba helyezték, személyével kapcsolatban az albánok részéről ugyanis csak elutasító reakciókkal találkozott. Toptani ezalatt mindvégig Szalonikiben maradt, ott rendezte be a franciák által hivatalosan is elismert emigráns kormányának székhelyét. 1916 októberében eközben a konstantinápolyi haditörvényszék távollétében hazaárulásért halálra ítélte őt, amiért a vádak szerint az Oszmán Birodalom ellenségeivel szövetkezve a török kormánnyal szemben ellenséges tevékenységet fejtett ki. December 10-én Toptani sürgette Sarrailt, hogy kormánya Szaloniki helyett Korçában alakíthassa ki adminisztratív székhelyét. Sarrail elhatárolódott a tervtől, ekkor már biztos volt benne, hogy okosabb Toptanit a háttérben tartani. Eddigre nagyjából a zászlóalj is kifogyott Toptani alól. Bár kommunikációiban továbbra is katonai erejét fitogtatta, 1916 végén valójában mindössze tizenhárom tiszt és közlegény állt mögötte. A franciák annyira komolyan gondolták Toptani háttérbe tolását, hogy a megszállásuk alá került területeken 1916. december 11-én kikiáltott Korçai Autonóm Köztársaság közigazgatását a népszerű és befolyásos, gerillavezérként katonai képességeit is bizonyító Themistokli Gërmenjire bízták.
1916 végén Toptani csalódottan és dolgavégezetlenül Londonba utazott, hogy továbbra is Albánia nemzeti képviselőjeként exponálva magát ezúttal a brit kormánynál lobbizzon politikai és katonai segítségért. Próbálkozását nem kísérte siker, a kabinet nem méltatta figyelmére az albán pasát, ami elsősorban a londoni politikai körökkel jó kapcsolatban álló Mehmet Konica háttérmunkájának volt betudható. Toptani visszatért Párizsba, ahol fényűző életre rendezkedett be. A már korábban is meglévő villa mellett háza volt az Avenue Marceau-n, lakosztálya a Hotel Continentalban, és három autó közül választhatott, ha valahova menni készült. 1919-ben saját parfümöt is piacra dobott Le Parfum d’Essad Pacha márkanéven.
Amikor 1918. december 25-én, a második durrësi nemzetgyűlést követően megalakult a Turhan Përmeti vezette kormány, Toptani mint az emigráns „albán kormány elnöke” heves propagandát indított az új albán vezetés ellen, amely meglátása szerint az olaszok játékszere, illegitim kormányszerv volt. Az 1919–1920-as Párizs környéki béketárgyalásokon Toptani szintén részt vett mint „Albánia egyetlen törvényes képviselője”, két hónappal a hivatalos albán küldöttség memoranduma után, 1919. április 16-ai keltezéssel még emlékiratot is intézett a békekonferenciához Mémoire sur l’Albanie címmel.
Miután az Albánia közjogi helyzetét rendező 1920. januári lushnjai kongresszust követően Sylejman Delvina vezetésével új kormány alakult Albániában, Toptani ismét akcióba lendült, hogy az albán állami szerveket diszkreditálva visszaszerezze hatalmát. Ebben ezúttal az olasz kormány pénzügyi támogatására számíthatott, akik hogy megtarthassák délnyugat-albániai területeiket, érdekeltek voltak a tiranai központi kormányzat meggyengítésében. Toptani jól bevált emberei, Osman Bali és Halit Lleshi 1920 márciusától az albán vidéket járva titkos gyűléseken fegyveres felkelésre ösztönözték az albánokat. A Delvina-kormány kiáltványban fordult az albán néphez, amelyben felhívták figyelmüket Toptani mesterkedéseire, egyúttal arra figyelmeztették a lakosságot, hogy a frissében visszaszerzett törékeny államiságra végzetes veszélyt jelenthet, Albánia feldarabolásához vezethet bármilyen polgárháborús helyzet. Delvina kormányfő a közrend felbomlását megelőzendő Bajram Curri tárca nélküli minisztert bízta meg azzal a feladattal, hogy csírájában elfojtsa a fegyveres lázongásokat. Emellett a fiatal Amet Zogolli, a későbbi I. Zogu javaslatára a kabinet követséget menesztett a Párizsban tartózkodó Toptanihoz azzal a kettős céllal, hogy egyfelől kipuhatolják politikai céljait, másfelől a tárgyalásokkal időt nyerve katonailag felkészülhessenek a belső veszély elleni fellépésre. Curri időközben több kisebb helyi fegyveres csoportot leszerelt, ám áprilisra Osman Bali megszervezett egy ütőképes alakulatot, amellyel az új főváros, Tirana környékén erős pozíciókat foglalt el. Április 13-án Bajram Curri és Amet Zogolli csapatai Prezánál, a lezhai országúton összecsaptak Bali embereivel, és megsemmisítő vereséget mértek rájuk. Hetvennégy lázadót a tiranai haditörvényszék szabadságvesztésre ítélt, akik a gjirokastrai várbörtönben kezdték meg büntetésük letöltését. Ezzel a Toptani szervezte felkelés veszélye elhárult Albániában.
Toptani azonban ezután sem adta fel, 1920. június elején már a jugoszláv kormánnyal tárgyalt arról, hogy amennyiben katonai segítséget nyújtanak élethosszig tartó hatalma visszaszerzésében, halála után az albán területek a föderatív szerb–horvát–szlovén államalakulat alkotórészeivé válhatnak. Az Albánia feletti hatalomért vívott küzdelmeinek azonban pár nappal később bekövetkezett halála véget vetett.

### Halála

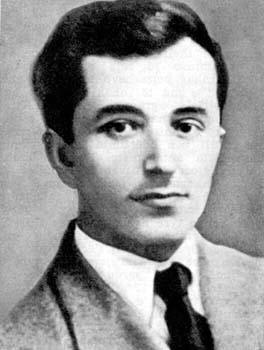
Avni Rustemi, Toptani gyilkosa

Egy huszonnégy éves albán diák, Avni Rustemi olaszországi tanulmányait befejezve 1920 tavaszán hazatért Albániába. Radikális politikai körökkel került kapcsolatba, amelyek tagjai feltüzelték, hogy állítsa félre az útból Toptanit, aki akkor már nyolc éve az albán nemzeti egység egyik legnagyobb kerékkötője volt. Rustemi 1920. május 21-én elutazott Rómába, ahonnan a hónap végén Párizs felé vette az irányt. Kéthetes tervezést és felkészülést követően, 1920. június 13-án két pisztolylövéssel lelőtte Toptanit. A pasa éppen a Place Vendôme és a Tuileriák kertje között húzódó Rue de Castiglionén álló Hotel Continentalból lépett ki, oldalán huszonkét éves szeretőjével, Élise Dufourral. Aznap ünnepelte volna ötvenhetedik születésnapját. Toptanit még be tudták vinni a szállodába, de hamarosan életét vesztette.
Rustemit a francia hatóságok letartóztatták, és gyilkosság megalapozott gyanújával vád alá helyezték. A per során megjelent tanúk egy része – köztük az 1916-ban Toptaniról még rossz véleményt formáló Maurice Sarrail tábornok – kedvező képet festett az áldozatról, mások vallomásaiból viszont Albánia és az albán nemzet árulójának, egy bajkeverő kalandornak az alakja rajzolódott ki. A Rustemi védelmét ellátó Anatole de Monzie védőbeszédében arra helyezte a hangsúlyt, hogy védence hazafias szenvedélyből egy egész nemzet akaratát váltotta valóra. Bár az utókor is hajlamos a hazafiságtól fűtött tettet látni Rustemi merényletében, a történelemtudomány nem egészen határozott az indítóokokat illetően, felmerült annak lehetősége is, hogy Toptani unokaöccse, Amet Zogolli keze is benne volt a gyilkosságban. A bíróság 1920. december 2-án meghozott ítéletében az ellene felhozott vádakban bűnösnek találta Rustemit, de a védőbeszéd hatására büntetésül mindössze 1 frank megfizetésére kötelezte. Rustemi még decemberben hazatért Albániába, ahol – különösen az ifjúság részéről – nemzeti hősnek kijáró fogadtatásban részesült. Az állam életfogytig tartó nyugdíjat állapított meg számára, ő pedig bekapcsolódott hazája politikai életébe. Négy évvel később maga Rustemi is feltehetően politikai merénylet áldozata lett Tiranában. Az albán kormány 1920. június 29-én kelt rendeletével Esat Toptani valamennyi albániai ingatlanját államosította.
Toptani eltemetésére jó ideig senki nem jelentkezett, holtteste egyes sajtóértesülések szerint tizennégy hónapon át hevert egy párizsi halottasházban. Végül a jugoszláv kormány költségére a Párizs melletti Thiais szerb katonai temetőjében helyezték örök nyugalomra. Sírja rossz névfelírással (Essad Pacha Toplame) ma is ott található.

## Magánélete
Toptani élete során kétszer házasodott. Első felesége Sejrije volt, akitől három leánygyermeke született: Nafije, Mahmude (vagy Mahmudije) és Pertefe. Válásuk után második feleségét, a cserkesz származású Shadije Azizt 1891-ben vette feleségül Konstantinápolyban, ebből a házasságából már nem született gyermek. Edith Durham tanúsága szerint 1908-ban Shkodrában vette nőül harmadik feleségét, miután elkergette a házától előző asszonyát. Mahmude a szintén földbirtokos és politikus Sami Vrionihoz ment feleségül, frigyükből egy fiúgyermek született, Omer (vagy Ymer), aki később labdarúgó lett. Mahmude 1935 körül bekövetkezett halálát követően a megözvegyült Vrioni a legkisebb Toptani-lányt, Pertefét vette nőül. Vrioni egyébként politikailag és emberileg egyaránt megvetette apósát, egyes híresztelések szerint amikor 1920-ban Toptani Párizsban merénylet áldozata lett, Vrioni válással fenyegette meg Mahmudét, amennyiben apósát albán földben temetik el.
Hogy Toptani mennyire volt hűséges második feleségéhez, arra az ellene elkövetett merénylet körülményei világítottak rá. Amikor Rustemi 1920. június 13-án Párizsban agyonlőtte, Toptani oldalán egy fiatal francia nő volt. Később az újságírók kiderítették, hogy 1919 szeptemberében ismerkedtek össze az akkor huszonegy éves Élise Dufourral, aki a végzetes merénylet idején tizedik hónapja volt Toptani szeretője.

## Értékelése és emlékezete
Toptani alakja körül már életében, kortársai körében kialakult az az alapvetően negatív kép, amely a későbbiekben, azóta is meghatározta a személyéhez, tetteihez és történelmi szerepéhez való viszonyulást. Csupán felvillantva életének néhány epizódját: erőszakos kihágásai miatt áthelyezik Janinából Szkutariba (1902); meggyilkoltatja a Shkodra védelmét irányító Haszan Rizát, majd anyagi és politikai előnyökért Montenegró kezére játssza a várost (1913); a Közép-albániai Köztársaság kikiáltásával másodlagos hatalmi központot szervez Durrësban, destabilizálja a Qemali-kormányt (1913–1914); Vilmos fejedelem ellen szervezkedve felfegyverzi Közép-Albánia népét (1914); Vilmos menekülését követően erőszakkal magához ragadja a hatalmat (1914); lázít és felkelést szervez Sylejman Delvina kormánya ellen (1920); stb. Mindezt gyakran váratlan és követhetetlen fordulatokkal teszi: 1913 októberében Shkodra megmentésére siet, hat hónappal később eladja a várost; 1914 áprilisában királlyá kiáltatja ki magát, alig két hónap elteltével a Qemali-kormány belügyminisztere, újabb egy hónap múlva pedig már Közép-Albániában építi hatalmi centrumát; 1914 januárjában még a Nemzetközi Ellenőrző Bizottság figyelmeztetéseire fittyet hányva fegyveres harcot folytat, két hónap elteltével Vilmos fejedelem udvartartásának prominens alakja, ismét két hónap elteltével pedig kegyvesztett áruló; 1914 májusában még a közép-albániai felkelés oszmanista vezetőit támogatja, októberi visszatérésekor halálos ellenségeivé teszi őket; 1916 januárjában a hatalmát fenyegető Monarchia serege már Durrës közelében, de ő unokaöccse, Amet Zogolli megtámadása mellett dönt; stb. Hol a szerbekkel, hol az olaszokkal, hol a franciákkal tart, attól függően, kiben reméli politikai boldogulása letéteményesét. Idegen, a hazájára törő hatalommal egyedül Shkodra védelmében harcol, de bármikor kész fegyvert fogni honfitársaira. A Qemali-kormány rendvédelmi erői, Prenk Bibë Doda mirditái és Amet Zogolli ellen egyaránt hadat visel, Albánia megválasztott, legitim kormányai ellen elégedetlenséget és felkelést szít.
Osman Balin kívül, akit Toptani bizalmasaként, hadsegédeként, ügynökeként és pribékjeként egyaránt használni tudott, a történetírás nem tud Toptani olyan politikai harcostársáról, akivel huzamosabb ideig dolgoztak volna együtt egy közös politikai célért. Ismail Qemalival egy hónapig sem tartott együttműködésük, úgy, hogy a hónap nagy részében még csak egy városban sem tartózkodtak; Turhan Përmeti kormányában ő volt az „erős ember”, akitől mindenki tartott; az oszmanista felkelővezéreket két hét alatt magára haragította.

### Kortársi értékelések
A mozaikokból összeálló kép egy fáradhatatlan energiával, de csillapíthatatlan és elvtelen hatalomvággyal rendelkező ember képét rajzolja ki. Egy emberét, akit életében általános közutálat és bizalmatlanság övezett honfitársai részéről, még szűkebb pátriájában is. A gyilkosa perében elhangzó vallomások pedig annyi színnel és szenvedéllyel töltötték meg ezt a képet, hogy a francia bíró végül megalázóan, már-már tragikusan alacsony taksával mérte Toptani életét: bár emberölésben bűnösnek találta, csupán 1 frank megfizetésére ítélte a merényletet elkövető Avni Rustemit. Kortársai közül többen politikai kalandornak, a nemzet árulójának tartották, aki kiárusította országát és honfitársait. Az országban élő és Albániát jól ismerő Edith Durham szerint az albánok többségének szemében Toptani az ördög helytartója volt, egy olyan, a középkorból itt ragadt figura, akiben sem az erkölcsi érzék, sem a nemzeti érzület nem fejlődött ki. Eqrem Vlora jellemzésében a jó kiállású, megnyerő, de teljesen tanulatlan Toptani – gyakran szemére vetették, hogy csak albánul és törökül beszélt – politikai pályája holttesteken át vezetett, és a legkisebb szégyenérzet sem támadt fel benne, ha vér tapadt a kezéhez.
A népes Toptani család, a pasa egyéb rokonai sem voltak a legjobb véleménnyel a közép-albániai hadúrról. Unokatestvérei közül Abdi Toptani és Aqif Elbasani ádáz politikai ellenfelükként tekintettek rá, Murat Toptani házának felgyújtására maga Esat Toptani adott parancsot 1914 őszén. Leánytestvére, Sadije Toptani révén unokaöccse volt Amet Zogolli, a későbbi I. Zogu is, aki Shkodra védelmében még támogatta nagybátyját, de kevéssel később már meglehetősen rossz véleménnyel volt róla, megszakította vele a rokoni kapcsolatokat is. Veje, Sami Vrioni saját bevallása szerint gyűlölte apósát, a végzetes merénylet után hevesen tiltakozott az ellen, hogy albán földben temessék el, ahogy feleségének sem engedte, hogy apja sírját meglátogassa. Később megvetően így nyilatkozott Esat Toptaniról: „Soha nem hallottam, hogy akár csak egyszer is jóérzéssel hagyta volna el a száját az a szó, hogy »Albánia«.”
A kortársakban kialakult kép szinte egyöntetűen negatív színezete az oka, hogy ha az albánság a Toptani halála utáni időszakban autoriter, elvtelen politikai rendszer kialakulásának veszélyét látta, ösztönösen Toptanit kezdte emlegetni. Talán éppen unokaöccse, Zogu kapta meg a legtöbbször azt a lesújtó bírálatot, hogy személyében az új Esat pasát lehet üdvözölni. Politikai ellenzékének ifjúsági szervezete, a Bashkimi gyakran gúnyosan II. Esat Toptani pasaként utalt rá.
Annál érdekesebb, hogy ugyanakkor a kortársak között voltak olyan, egyébként mértékadó, esetenként mérsékelt politikusként ismert államférfiak, akik egyetértettek Toptani politikai céljaival. Közép-albániai törekvéseit támogatta például Aziz Vrioni, Syrja Vlora, Mehdi Frashëri, Dervish Hima és Faik Konica. Toptani támogatói közé tartoztak a későbbi évtizedekben szintén ellentmondásos alakokká váló politikusok, mint Musa Juka vagy Abaz Kupi. Eleinte Vilmos fejedelem szárnysegédje, Duncan Heaton-Armstrong is megnyerőnek tartotta Toptanit, és nehezére esett hitelt adni a fejedelem elleni mesterkedései hírének.
Esszad pasa jó benyomást kelt. Átlagos magasságú, tömzsi férfi, magas, értelmet sugárzó homlokkal és metsző sötét szemekkel. Ötven évének súlya aligha látszik meg rajta […].

### Az utókor emlékezete
Az utókor készen örökölte a kortársaktól a Toptani-tablót, és a történeti munkákban is viszonylagos az egység a közép-albániai pasa megítélésében: alakját politikai rendszertől függetlenül mindmáig döntően negatív megítélés lengi körül. Néhány történészi jellemzést megemlítve: Joseph Swire gátlástalan kalandornak festette le Toptanit, Bernd Jürgen Fischer megértően annyit írt, hogy tehetséges katona volt, de gyakran elsodorták nagyra törő ambíciói, Robert Elsie hataloméhes és gátlástalan opportunistaként, a magyar Csaplár-Degovics Krisztián pedig korának legnagyobb, ráadásul kegyetlen intrikusaként jellemezte. Az egyöntetűen elmarasztaló ítéletek sorában üde színfolt Tahir Kolgjini 1977-ben Isztambulban Esat Pashë Toptani dhe akuzat qi bahen (’Esat Toptani pasa és az ellene felhozott vádak’) címen kiadott könyve, amelyben megkísérelt a mélyre hatolva Toptani tetteinek emberi mozgatórugóira fényt deríteni, és megválaszolni a kérdést, hogy valóban a nemzet nagy árulójáról vagy félreértett hazafijáról van-e szó.
Beszédes mindenesetre a tény, hogy Albániában egyetlen utcanév sem őrzi Esat Toptani emlékét, míg a szerb történelemszemléletben a mai napig a szerb nép barátjaként bontakozik ki az alakja, és ő annak a három albánnak az egyike, akiről Belgrádban utcát neveztek el (ulica Esad Pašina).